# Asterosporiaceae
Asterosporiaceae is een monotypische familie uit de orde Diaporthales van de ascomyceten. Het typegeslacht is Asterosporium, hetgeen ook het enige geslacht is.